# Monte Costone (Montagne della Duchessa)
Il Monte Costone (o semplicemente il Costone - 2.239 m s.l.m) è la cima montuosa più elevata delle montagne della Duchessa, posta sul confine tra Lazio (Borgorose) e Abruzzo (Lucoli).
La vetta orientale (Vena Stellante - 2.271 m) ricade in territorio abruzzese sovrastando la Valle di Teve con il gruppo del Monte Velino a ovest, i Piani di Pezza e i Monti della Magnola a sud, i Monti di Campo Felice a sud-est e il gruppo montuoso di Monte Orsello-Monte Puzzillo a est. Verso nord e ovest guarda verso la conca del Lago della Duchessa, il Monte Morrone, il Murolungo, il gruppo montuoso Monte San Rocco-Monte Cava e i Monti del Cicolano. Sul lato est e sud la montagna presenta pendii molto ripidi, ma erbosi.